# Omaha Knights
Omaha Knights byl profesionální americký klub ledního hokeje, který sídlil v Omaze ve státě Nebraska. V letech 1959–1963 působil v profesionální soutěži International Hockey League. Po odchodu z IHL působil několik let v Central Professional Hockey League. Knights ve své poslední sezóně v IHL skončily ve čtvrtfinále play-off. Klub byl během své existence farmami celků NHL. Jmenovitě se jedná o New York Rangers a Atlanta Flames. Své domácí zápasy odehrával v hale Ak-Sar-Ben Arena s kapacitou 7 200 diváků. Klubové barvy byly zelená a zlatá.

## Úspěchy
- Vítěz CPHL ( 4× )
  - 1963/64, 1969/70, 1970/71, 1972/73

## Přehled ligové účasti
Zdroj: 
- 1959–1961: International Hockey League (Západní divize)
- 1961–1963: International Hockey League
- 1963–1965: Central Professional Hockey League
- 1965–1966: bez soutěže
- 1966–1967: Central Professional Hockey League
- 1967–1969: Central Professional Hockey League (Severní divize)
- 1969–1974: Central Professional Hockey League
- 1974–1975: Central Professional Hockey League (Severní divize)